# Monumento a Vittorio Emanuele II (Livorno)
Il monumento a Vittorio Emanuele II è una statua equestre in bronzo di Livorno situata al centro di piazza Unità d'Italia.
Realizzata da Augusto Rivalta, l'opera era originariamente collocata in piazza Grande.

## Storia

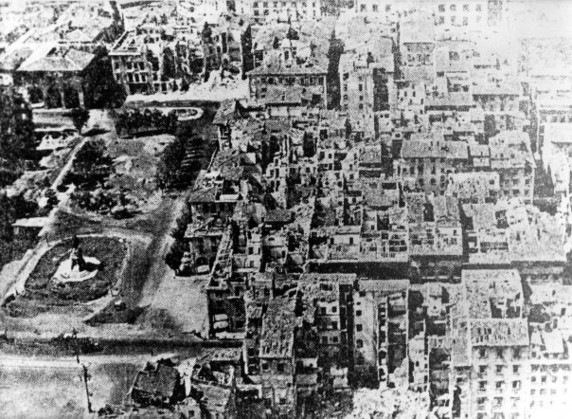
Veduta del centro di Livorno dopo la seconda guerra mondiale; sulla sinistra si nota il monumento nella sua originaria collocazione

Dopo la morte di Vittorio Emanuele II di Savoia, avvenuta nel 1878, le autorità cittadine si prodigarono per realizzare un monumento in memoria del sovrano.
A seguito dell'esito di un concorso, nel 1883 l'incarico fu affidato ad Augusto Rivalta, ma i lavori subirono alcuni ritardi e l'opera poté essere inaugurata solo nel 1892, alla presenza di Umberto I di Savoia.
La scultura fu collocata in piazza Grande, all'epoca intitolata a Vittorio Emanuele II; il basamento e la cancellata, che originariamente circondava il monumento, furono progettati da Arturo Conti.
Il monumento rimase illeso durante i bombardamenti della seconda guerra mondiale, ma nel dopoguerra, con la costruzione nella stessa area del Palazzo Grande, fu trasferito in piazza Unità d'Italia, davanti al palazzo del Governo.

## Descrizione
Il sovrano è rappresentato su un cavallo al passo, con un realismo lodato dalle cronache del tempo.
La statua equestre si trova su un alto piedistallo decorato con due grandi bassorilievi in bronzo, uno raffigurante L'abdicazione di Carlo Alberto di Savoia dopo la battaglia di Novara, l'altro che mostra L'ingresso di Vittorio Emanuele a Roma, sempre del Rivalta.
Sui lati corti del basamento sono riprodotti gli stemmi di Livorno e di Casa Savoia, realizzati da Lorenzo Gori su proposta di Arturo Conti.